# Błękitne światełko
Błękitne światełko (niem. Das blaue Licht) – baśń opublikowana przez  braci Grimm w 1815 roku w zbiorze ich  Baśni (tom 2, nr 116). 

## Treść[1]
Pewien żołnierz wskutek odniesionych na wojnie ran nie mógł dalej pełnić służby. Został z woli króla wykluczony z armii bez prawa do żołdu, mimo że zawsze był wierny. Nie wiedząc gdzie się podziać, żołnierz wyruszył przed siebie. Trafił do domku w lesie, gdzie mieszkała czarownica. W zamian za wykonanie prac domowych, zgodziła się nakarmić go i przenocować. Trzeciego dnia pobytu u niej, czarownica zażądała od żołnierza, by wyciągnął dla niej lampę, która wpadła do wyschniętej studni. Lampa była magiczna i płonęła wiecznie niebieskim blaskiem. Żołnierz opuścił się na dno studni w koszu na linie. Zdobył lampę, a wiedźma zaczęła ciągnąć go w górę. Kiedy był blisko brzegu, zażądała, by oddał jej lampę, a dopiero wtedy go wyciągnie. Żołnierz, wietrząc podstęp, nie zgodził się na to. Wówczas czarownica puściła linę i zostawiła go w studni na pewną śmierć.
Żołnierz sądząc, że to ostatnie chwile jego życia, postanowił po raz ostatni zapalić fajkę. Kiedy odpalił ogień od niebieskiej lampy, z dymu pojawił się czarny ludek. Ludek oświadczył, że jest gotów spełnić każdy jego rozkaz. Żołnierz zażądał by go wyciągnął ze studni. Kiedy ludek tego dokonał, żołnierz poprosił jeszcze, by ukarał czarownicę. Wkrótce ludek zniknął, a następnie wrócił z wieścią, ze czarownica została powieszona. Dodał też, że za każdym razem kiedy odpali fajkę od lampy on się pojawi i będzie czekał na dalsze jego rozkazy. Pokazał mu też gdzie czarownica trzymała swoje nieprzebrane skarby.
Bogato zaopatrzony żołnierz udał się do miasta i osiedlił się tam, żyjąc za pieniądze czarownicy. Postanowił zemścić się na królu za zwolnienie ze służby. Zażądał od czarnego ludka, by każdej nocy przyprowadzał mu królewnę, córkę króla. Królewna w pół-śnie miała mu służyć za pokojówkę i wykonywać dla niego prace domowe, takie jak sprzątanie, czy czyszczenie butów. Rankiem królewna wracała do swojego zamku sądząc, że to był tylko sen. Opowiedziała jednak swój sen królowi, który postanowił zbadać sprawę i kazał córki lepiej pilnować. Równocześnie zażądał, by królewna nie zdejmowała do snu butów. Kiedy rankiem królewnę znaleziono w sypialni bez jednego buta, który zgubiła w nocy sprzątając u żołnierza, król zarządził poszukiwanie tego buta. W ten sposób trafiono na żołnierza, który został niezwłocznie wtrącony do lochu, zanim zdążył zabrać swoją magiczną lampę. Na szczęście w kieszeni zachował jednego dukata. Zapłacił nim jednemu ze współwięźniów, który wychodził na wolność, by przyniósł mu zgubioną lampę.
Sąd skazał żołnierza na karę śmierci, ale zanim wyrok wykonano, magiczna lampa już do żołnierza wróciła. Wezwany na pomoc czarny ludek obił kijem sędziego, żołnierzy i samego króla. Wystraszony król zaczął błagać o litość. Żołnierz zażądał, by w zamian za darowanie życia oddał mu córkę za żonę i królestwo. Tak też się stało.

## Ekranizacje
- Baśnie Braci Grimm: Simsala Grimm (Błękitny ognik - odcinek 19) – niemiecki serial animowany z lat 1999-2000
- Błękitny ognik – niemiecki film familijny z 2010 rok